# Малий танк

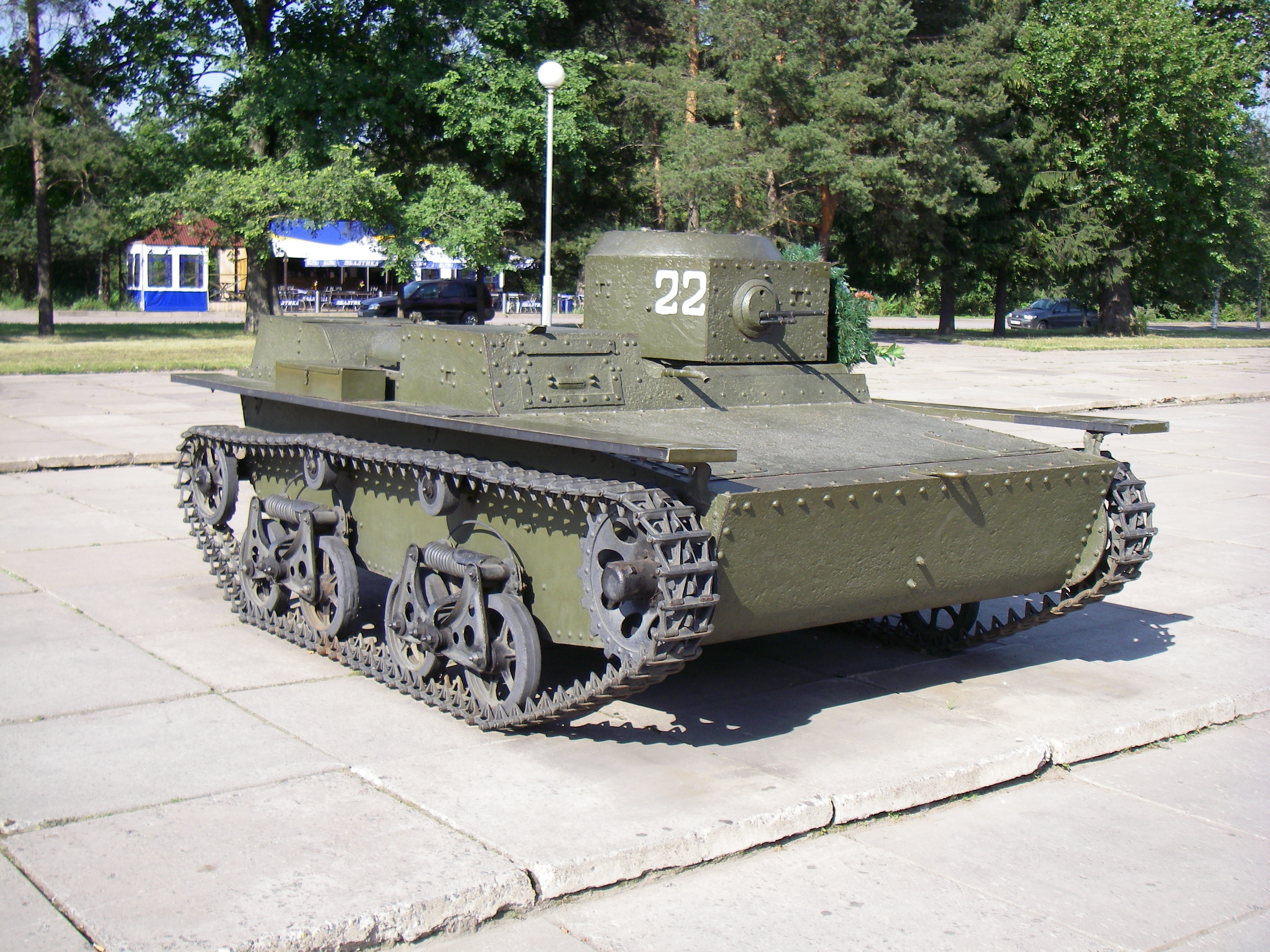

Малий танк (рос. малый танк) — танк масою до 5 тонн з кулеметним озброєнням, за класифікацією РСЧА. В англомовній літературі подібні танки часто називають танкетками.
Деякі з них, як Т-37А, були плавучими. Відмінність малого танка від танкетки полягає у тому, що, незважаючи на малі розміри та масу, малий танк обладнувався обертовою баштою, а в танкетці озброєння розміщувалися прямо в корпусі.[джерело?]
Наступним у поділі за масою вважався легкий танк, якому було відведено діапазон 5—15 тонн.

## Призначення
Малий танк призначався для ведення розвідки в інтересах загальновійськових і танкових частин і з'єднань, а також використовувався як засіб зв'язку і транспортування. Більшість малих танків були виконані плаваючими, і тому могли застосовуватися при форсуванні водних перешкод. До малих танків належали Т-37А, Т-38 та інші.
У наступі малі танки самостійно використовуватися не могли. Вони застосовувалися або при прихованому форсуванні водних перешкод, або після проведення прориву укріпленої оборони танками прориву.

Після закінчення Другої світової війни малих танків серійно не будували і не застосовували.
|  | На озброєнні РСЧА є танки: малі, легкі, середні і важкі. Використовуючи всі можливості танків, необхідно враховувати їхні властивості, ліміти технічного навантаження матеріальної частини, фізичний стан екіпажів та умови живлення і відновлення машин.— Польовий статут РСЧА ПУ-38 |